# Faustball-Europameisterschaft der Frauen 2005
Die 8. Faustball-Europameisterschaft der Frauen fand am 19. und 20. August 2005 in Rohrbach (Österreich) statt. Österreich war zum dritten Mal Ausrichter der Faustball-Europameisterschaft der Frauen. Neben vier europäischen Mannschaften nahm auch die Nationalmannschaft Japans teil, da es in Asien keine kontinentale Meisterschaft im Faustball gibt.

## Vorrunde
Spielergebnisse
| 19.08.2005 | Deutschland | – | Italien     | 2:0 | (20:4, 20:9)   |
| 19.08.2005 | Schweiz     | – | Japan       | 2:0 | (20:1, 20:7)   |
| 19.08.2005 | Österreich  | – | Schweiz     | 0:2 | (16:20, 8:20)  |
| 19.08.2005 | Österreich  | – | Italien     | 2:0 | (20:5, 20:8)   |
| 19.08.2005 | Deutschland | – | Japan       | 2:0 | (20:4, 20:7)   |
| 19.08.2005 | Schweiz     | – | Deutschland | 0:2 | (14:20, 22:24) |
| 19.08.2005 | Österreich  | – | Japan       | 2:0 | (20:11, 20:5)  |
| 19.08.2005 | Schweiz     | – | Italien     | 2:0 | (20:2, 20:8)   |
| 19.08.2005 | Österreich  | – | Deutschland | 0:2 | (10:20, 13:20) |
| 19.08.2005 | Italien     | – | Japan       | 2:0 | (20:14, 20:17) |

## Qualifikationsspiel für das Spiel um Platz 3
Der Vierte der Vorrunde spielte gegen den Fünften der Vorrunde um den Einzug für das Spiel um Platz drei.
| 20.08.2005 | Italien | – | Japan | 2:0 | (20:13, 20:16) |

## Halbfinale
Der Sieger der Vorrunde war direkt für das Finale qualifiziert, der Zweite und der Dritte spielten im Halbfinale um den Finaleinzug.
| 20.08.2005 | Schweiz | – | Österreich | 2:0 | (20:17, 20:16) |

## Finalspiele
| Spiel um Platz 3 | Spiel um Platz 3 | Spiel um Platz 3 | Spiel um Platz 3 | Spiel um Platz 3 | Spiel um Platz 3 | Spiel um Platz 3 |
| ---------------- | ---------------- | ---------------- | ---------------- | ---------------- | ---------------- | ---------------- |
| 20.08.2005       | Österreich       | –                | Italien          | 2:0              | (20:11, 20:10)   |                  |
| Finale           |                  |                  |                  |                  |                  |                  |
| 20.08.2005       | Deutschland      | –                | Schweiz          | 2:0              | (20:16, 20:11)   |                  |

## Platzierungen
| Rang | Land        |
| ---- | ----------- |
| 1.   | Deutschland |
| 2.   | Schweiz     |
| 3.   | Österreich  |
| 4.   | Italien     |
| 5.   | Japan       |